# Bastelicaccia
Bastelicaccia [bastelikatʃ(j)a] est une commune française située dans le département de la Corse-du-Sud et le territoire de la collectivité de Corse. Elle appartient à l'ancienne piève de Cauro.

## Urbanisme

### Typologie
Au 1er janvier 2024, Bastelicaccia est catégorisée bourg rural, selon la nouvelle grille communale de densité à sept niveaux définie par l'Insee en 2022.
Elle appartient à l'unité urbaine de Bastelicaccia, une unité urbaine monocommunale constituant une ville isolée,. Par ailleurs la commune fait partie de l'aire d'attraction d'Ajaccio, dont elle est une commune de la couronne,. Cette aire, qui regroupe 79 communes, est catégorisée dans les aires de 50 000 à moins de 200 000 habitants,.

### Occupation des sols
L'occupation des sols de la commune, telle qu'elle ressort de la base de données européenne d’occupation biophysique des sols Corine Land Cover (CLC), est marquée par l'importance des territoires agricoles (50,5 % en 2018), néanmoins en diminution par rapport à 1990 (58 %). La répartition détaillée en 2018 est la suivante : 
zones agricoles hétérogènes (41,7 %), zones urbanisées (18 %), milieux à végétation arbustive et/ou herbacée (15,2 %), forêts (13,2 %), prairies (4,7 %), terres arables (4,1 %), zones industrielles ou commerciales et réseaux de communication (2,6 %), eaux continentales (0,4 %), zones humides intérieures (0,2 %). L'évolution de l’occupation des sols de la commune et de ses infrastructures peut être observée sur les différentes représentations cartographiques du territoire : la carte de Cassini (XVIIIe siècle), la carte d'état-major (1820-1866) et les cartes ou photos aériennes de l'IGN pour la période actuelle (1950 à aujourd'hui).

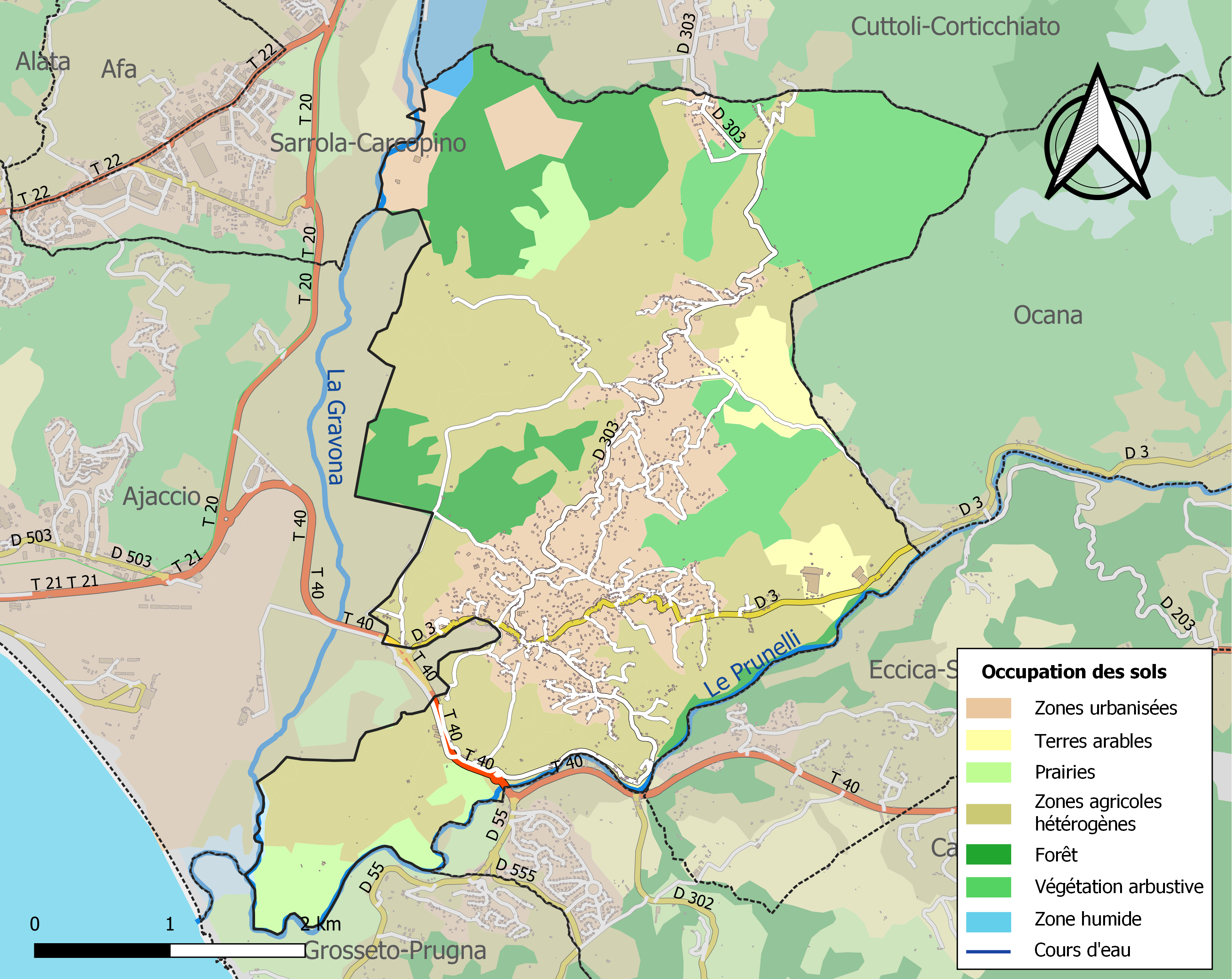
Carte des infrastructures et de l'occupation des sols de la commune en 2018 (CLC).

## Histoire
Sur le plan terrier du XVIIIe siècle, Bastelicaccia était mieux connu sous le nom de Bastelica-communes. La population s'y sédentarisa dès le début du XIXe siècle.
Sur un territoire de 1 820 hectares, les habitants, au nombre d'environ 800, à la base originaires de Bastelica considéraient qu'il était plus facile de se fixer dans les plaines car ils étaient pour la plupart éleveurs ou agriculteurs. Le climat en plaine était plus propice l'hiver que l'été et la population remontait en été à Bastelica pour y effectuer les transhumances annuelles.
De ce fait, le géomètre en chef du cadastre était d'avis d'ériger Bastelicaccia en commune. En 1865, la commune est créée à partir de portions de territoire de Bastelica, Eccica-Suarella, Ocana, Tavera et Tolla. Son chef-lieu est fixé à Fontanaccio.
Bastelicaccia dépendait du 7e canton jusqu'en 2015, puis du 5e canton d'Ajaccio.
Depuis Bastelicaccia a évolué de manière fulgurante tant sur le plan démographique que sur sa gestion et son développement dans tous les domaines grâce notamment à la proximité de la capitale régionale et de son étalement urbain.

## Toponymie
En corse, la commune se nomme Bastilicaccia ou A Bastirgaccia[réf. nécessaire].

## Politique et administration

### Liste des maires
| Période                                  | Période  | Identité              | Étiquette    | Qualité                                                                                     |
| ---------------------------------------- | -------- | --------------------- | ------------ | ------------------------------------------------------------------------------------------- |
| 1865                                     | 1866     | M. Seta               |              |                                                                                             |
| 1866                                     | 1870     | Joseph Benielli       |              |                                                                                             |
| 1871                                     | 1871     | François Porri        |              |                                                                                             |
| 1871                                     | 1876     | Jean-Pierre Frassati  |              |                                                                                             |
| 1876                                     | 1878     | Innocent Valle        |              |                                                                                             |
| 1878                                     | 1900     | Dominique Valle       |              |                                                                                             |
| 1900                                     | 1908     | Jean-Toussaint Ottavi |              |                                                                                             |
| 1908                                     | 1919     | Baptiste Paoletti     |              |                                                                                             |
| 1919                                     | 1930     | Vincent Vincenti      |              |                                                                                             |
| 1930                                     | 1935     | Joseph Vincenti       |              |                                                                                             |
| 1935                                     | 1959     | Henri Antonetti       |              | Docteur                                                                                     |
| 1959                                     | 1977     | Pierre Benielli       |              |                                                                                             |
| 1977                                     | 1995     | Augustin Gambarelli   | DVG          |                                                                                             |
| juin 1995                                | En cours | Antoine Ottavi        | DVG (ex-PRG) | Employé bancaire retraité Conseiller de l'Assemblée de Corse (2004 → 2010 puis 2015 → 2017) |
| Les données manquantes sont à compléter. |          |                       |              |                                                                                             |

## Démographie
L'évolution du nombre d'habitants est connue à travers les recensements de la population effectués dans la commune depuis 1866. Pour les communes de moins de 10 000 habitants, une enquête de recensement portant sur toute la population est réalisée tous les cinq ans, les populations de référence des années intermédiaires étant quant à elles estimées par interpolation ou extrapolation. Pour la commune, le premier recensement exhaustif entrant dans le cadre du nouveau dispositif a été réalisé en 2004.

En 2022, la commune comptait 4 258 habitants, en évolution de +8,79 % par rapport à 2016 (Corse-du-Sud : +7,61 %, France hors Mayotte : +2,11 %).
| 1866 | 1872 | 1876 | 1881 | 1886 | 1891 | 1896 | 1901 | 1906 |
| ---- | ---- | ---- | ---- | ---- | ---- | ---- | ---- | ---- |
| 418  | 200  | 514  | 506  | 535  | 570  | 750  | 769  | 843  |

| 1911 | 1921 | 1926 | 1931 | 1936 | 1946 | 1954 | 1962 | 1968 |
| ---- | ---- | ---- | ---- | ---- | ---- | ---- | ---- | ---- |
| 783  | 715  | 718  | 729  | 753  | 789  | 677  | 705  | 779  |

| 1975 | 1982  | 1990  | 1999  | 2004  | 2006  | 2009  | 2014  | 2019  |
| ---- | ----- | ----- | ----- | ----- | ----- | ----- | ----- | ----- |
| 887  | 1 504 | 2 072 | 2 769 | 3 063 | 3 157 | 3 248 | 3 796 | 4 124 |

| 2022  | - | - | - | - | - | - | - | - |
| ----- | - | - | - | - | - | - | - | - |
| 4 258 | - | - | - | - | - | - | - | - |